# Hungaria (entreprise)
Hungaria, appelée un temps Hunga, est une marque française fondée en 1931, spécialisée dans les vêtements sportifs et articles de sport, et basée à Sèvres en France.
La marque est actuellement commercialisée par la société Royer Retail.

## Historique
Hungaria a été lancée par les frères Marc et Jean-Alphonse Pradet. Sportifs dans le domaine de la nage et du cyclisme et issus d’une famille d’artisans au nord de l’Ardèche, ils partent se former à la découpe de cuir et à la confection de chaussures dans la Drôme. L’aventure les mène jusqu’à Orléans, où ils s’associent à Henri Plaut, un entrepreneur local travaillant à son compte avec cinq ouvriers. Quelques années plus tard les Pradet ont pris la tête de cette entreprise, avec à leur actif plus de 150 ouvriers cousant chaussures et ballons de cuir.
En 1919, la Maison Plaut & Pradet est fondée à Orléans. En 1931, la marque Hungaria est créée par les frères Pradet, associés à Henri Plaut.
En 1954, l'équipe hongroise est finaliste de la Coupe du monde avec à ses pieds des Hungaria. L'année suivante voit la création du ballon « le Scaphandre », constitué de douze pièces de cuir cousues pour le football, le rugby ou encore le basketball. Hungaria représente alors la moitié de la production nationale de chaussures et ballons de sport.
Dans les années 1950 à 1970, Hungaria recrute des ambassadeurs majeurs et équipe environ la moitié des grands clubs français de football dont le Stade rennais, l’Olympique lyonnais, le Stade de Reims et l’AS Monaco. À cette époque, Hungaria propose une gamme omnisports avec chaussures d’athlétisme, de tennis, de cyclisme et de boxe mais la base de son placement reste le football.[réf. nécessaire]
En 1973, la marque vient à s’appeler « Hunga », les autorités hongroises ayant pris ombrage de voir une entreprise « capitaliste » porter le nom d’un pays alors communiste.[réf. nécessaire]
L'année 1976 est marquée par le rachat par Adidas et la mise en sommeil de la marque.[réf. nécessaire]
En 2015, Pierre Arcens initie le retour d’Hungaria et relance cette marque, d'abord par le biais de partenariats clubs ; de 2016 à 2019, elle équipe ainsi en football le Stade de Reims,,, en basket-ball le SLUC Nancy et l'Orléans Loiret Basket, et en rugby à XV le Stade rochelais et le RC Toulon,,.

## Identité
Le nom Hungaria est inspiré d’une comète découverte en 1898 par l’astronome Max Wolf, mais également de l’équipe nationale de football de Hongrie, le « onze d’or » qui a déjà, alors, une réputation dépassant les frontières et se distingue en étant deuxième de la Coupe du Monde de 1938 en France.[réf. nécessaire]